# الكندي (مبارز)
الكندي (مواليد 6 أبريل 1962) هو مبارز بالسيف إندونيسي، مثّل بلاده في الألعاب الأولمبية الصيفية 1988.

## روابط خارجية
الكندي على موقع أوليمبيديا (الإنجليزية)